# Voivodato di Łęczyca
Il voivodato di Łęczyca (in polacco Województwo łęczyckie) era un'unità di divisione amministrativa e del governo regionale del Regno di Polonia dal XIV secolo fino alla seconda spartizione della Polonia del 1793. Il voivodato faceva parte della provincia della Grande Polonia.

Stemma araldico del voivodato di Łęczyca.

La sede del voivodato e del consiglio regionale era:
- Łęczyca

## Voivodi
- Jan "Scibor" Taczanowski (c.1437)
- Stanisław Radziejowski (1627-1637)
- Maksymilian Przerębski (1637-1639)
- Stefan Gembicki (1639-1653)

## Altre città
- Brzeziny,
- Orłów

## Voivodati confinanti
- Voivodato di Sieradz
- Voivodato di Kalisz
- Voivodato di Brześć Kujawski
- Voivodato di Rawa
- Voivodato di Sandomierz